# Seqocrypta
Seqocrypta là một chi nhện trong họ Barychelidae.

## Các loài
- Seqocrypta bancrofti Raven, 1994
- Seqocrypta hamlynharrisi Raven & Churchill, 1994
- Seqocrypta jakara Raven, 1994
- Seqocrypta mckeowni Raven, 1994